# Hristo Plačkov
Hristo Angelov Plačkov (in bulgaro Христо Ангелов Плачков?; Čepelare, 9 agosto 1953 – 28 dicembre 2009) è stato un sollevatore bulgaro che ha gareggiato nella categoria dei pesi supermassimi (oltre 110 kg.).

## Biografia
Hristo Plačkov è entrato nella storia del sollevamento pesi per essere stato il primo atleta ad aver sollevato 200 kg. in una prova di strappo. Nonostante la sua grande abilità in questa prova, Plačkov non era altrettanto abile nella prova di slancio, dove si difendeva ma non eccelleva, e per questo motivo non conseguì mai vittorie particolarmente importanti in campo internazionale, sebbene per due volte realizzò il record mondiale nel totale durante competizioni nazionali.
I suoi risultati più significativi furono la medaglia di bronzo ai Campionati mondiali ed europei di Mosca 1975 con 420 kg. nel totale, dietro al sovietico Vasilij Alekseev (427,5 kg.) e al tedesco orientale Gerd Bonk (422,5 kg.), e la medaglia d'argento ai Campionati europei di Berlino Est 1976 con 430 kg. nel totale, battuto da Gerd Bonk (432,5 kg.). In entrambe le competizioni in cui andò a medaglia, Plačkov dominò la prova di strappo.
Nel 1976 sarebbe stato uno dei candidati alle medaglie alle Olimpiadi di Montréal ma, sorprendentemente, non fece parte della squadra nazionale bulgara, ufficialmente a causa di un infortunio.
Continuò a gareggiare fino al 1979 senza però ottenere alcun podio in campo internazionale, con due quarti posti ai Campionati mondiali del 1977 e del 1978.
Nel corso della sua carriera Plačkov realizzò otto record mondiali, di cui sei nella prova di strappo e due nel totale.